# Sphyrospermum tuberculatum
Sphyrospermum tuberculatum är en ljungväxtart som beskrevs av R.L. Wilbur och J.L. Luteyn. Sphyrospermum tuberculatum ingår i släktet Sphyrospermum och familjen ljungväxter. Inga underarter finns listade i Catalogue of Life.